# DSA-132
La DSA-132 es una carretera perteneciente a la Red Secundaria de la Diputación Provincial de Salamanca que une la  DSA-130  con la localidad de Santa Teresa.

## Origen y Destino
La carretera  DSA-132  tiene su origen en Galisancho en la intersección con la carretera  DSA-130 , y termina en el casco urbano de Santa Teresa, formando parte de la Red de carreteras de Salamanca.